# Pavel Jirkal
Pavel Jirkal (* 10. dubna 1983) je český šipkař a bývalý mistr světa do 21 let v softových šipkách.

## Kariéra
Šipkám se začal věnovat ve svých čtrnácti letech a díky dlouholetým zkušenostem se řadí mezi českou elitu.
V roce 2001 zvítězil na turnaji Czech Open organizace BDO, když ve finále porazil krajana Radka Schulze. O rok později ovládl mistrovství světa v softových šipkách hráčů do 21 let.
Prvních velkých mezinárodních turnajů se zúčastnil v letech 2004 a 2005, kdy si zahrál na majoru World Masters. V roce 2008 se představil celkem na čtyřech turnajích PDPA Players Championship, dvakrát se umístil vlast 64.
V tuzemsku sesbíral mnoho titulů v jednotlivcích i na turnajích dvojic. V roce 2015 spolu s Michalem Kočíkem reprezentoval Českou republiku na World Cup of Darts, kde podlehli v prvním kole rakouské dvojici tvořenou Mensurem Suljovičem a Rowby-Johnem Rodriguezem. Na World Masters došel do last 144, což zopakoval o dva roky později v roce 2017.
V roce 2018 se stal vicemistrem Evropy na turnaji WDF Europe Cup, kde ve finále prohrál s Irem Martinem Heneghanem. V listopadu si zahrál na exhibici Prague Darts Masters v Praze v hale Královka.
Na začátku roku 2019 mu velmi těsně unikla Tour card v Evropské Q-school. Ve třetím hracím dni se dostal do finále, ale podlehl v něm Christianu Bunsemu z Německa 2-5. Zaváhání na posledním turnaji čtvrtý den (vypadl v last 128) jej připravilo možnost získat profesionální kartu přes PDC Q-school Order of Merit. Později se v tomto roce kvalifikoval na dva turnaje okruhu PDC European Tour. Byly jimi European Darts Open v Leverkusenu a German Darts Open v Saarbrückenu. Na prvním jmenovaném turnaji došel do druhého kola, když v kole prvním porazil Skota Williama Borlanda 6-1. V kole druhém prohrál s Angličanem Darrenem Websterem 3-6. Na German Darts Open vypadl v prvním kole po prohře 0-6 s Angličanem Lukem Humphriesem. V červnu společně s Karlem Sedláčkem reprezentovali Českou republiku na PDC World Cup of Darts, v prvním kole nestačili na tým Polska (Krzysztof Ratajski a Tytus Kanik) 2-5.
Na začátku roku 2020 se vydal na Evropskou Q-school, třikrát se probojoval do last 128, jednou skončil v last 512. V dubnu 2020 se stal jedním z deseti účastníků nově vzniklé Tipsport Premier League 2020. V ní se mu ale tolik nedařilo, vybojoval jen dvě výhry, když porazil Michala Onda a na závěr Daniela Barbořáka. V tabulce skončil po Fázi 1 na předposledním, 9. místě, a se soutěži se tak rozloučil.
V roce 2021 se stal opět jedním z účastníků Tipsport Premier League, když obdržel divokou kartu.

## Výsledky na major turnajích
WDF
| Turnaj                 | 2016 | 2017 | 2018 |
| ---------------------- | ---- | ---- | ---- |
| WDF Europe Cup Singles | L128 | DNP  | F    |

BDO
| Turnaj                | 2004 | 2005 | 2006–2013 | 2014 | 2015 | 2016 | 2017 | 2018 |
| --------------------- | ---- | ---- | --------- | ---- | ---- | ---- | ---- | ---- |
| BDO mistrovství světa | DNP  | DNP  | DNP       | DNP  | DNQ  | DNQ  | DNQ  | DNQ  |
| Winmau World Masters  | L192 | L192 | DNP       | L272 | L144 | L272 | L144 | DNP  |

PDC
| Turnaj                 | 2015 | 2016–2018 | 2019 |
| ---------------------- | ---- | --------- | ---- |
| PDC World Cup of Darts | L32  | DNP       | L32  |